# 벳푸만

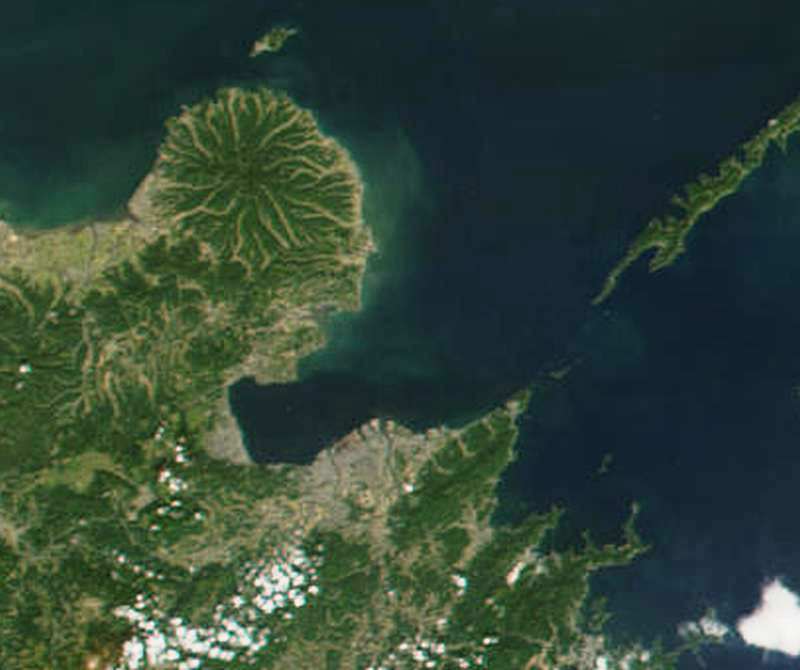
벳푸만

벳푸만(일본어: 別府湾 벳푸완[*]→별부만)은 일본 오이타현 중앙에 위치한 만이다.